# Liskowate
Liskowate (w latach 1977–1981 Lisówek) – wieś w Polsce, położona w województwie podkarpackim, w powiecie bieszczadzkim, w gminie Ustrzyki Dolne. Leży przy DW890.
Wołoska wieś królewska Leskowate położona była w 1589 roku w starostwie przemyskim w ziemi przemyskiej województwa ruskiego. W latach 1975–1998 miejscowość administracyjnie należała do województwa krośnieńskiego.
10 sierpnia 1944 wieś została zajęta przez wojska radzieckie. W latach 1944–1951 miejscowość należała do Związku Radzieckiego (znalazła się w Polsce w ramach umowy o zamianie granic). W latach 1977–1981 wieś nosiła nazwę urzędową Lisówek.
Wierni kościoła rzymskokatolickiego należą do parafii Narodzenia Najświętszej Maryi Panny w Krościenku..

## Integralne części wsi
| SIMC    | Nazwa  | Rodzaj    |
| ------- | ------ | --------- |
| 0361620 | Wolica | część wsi |

## Zabytki

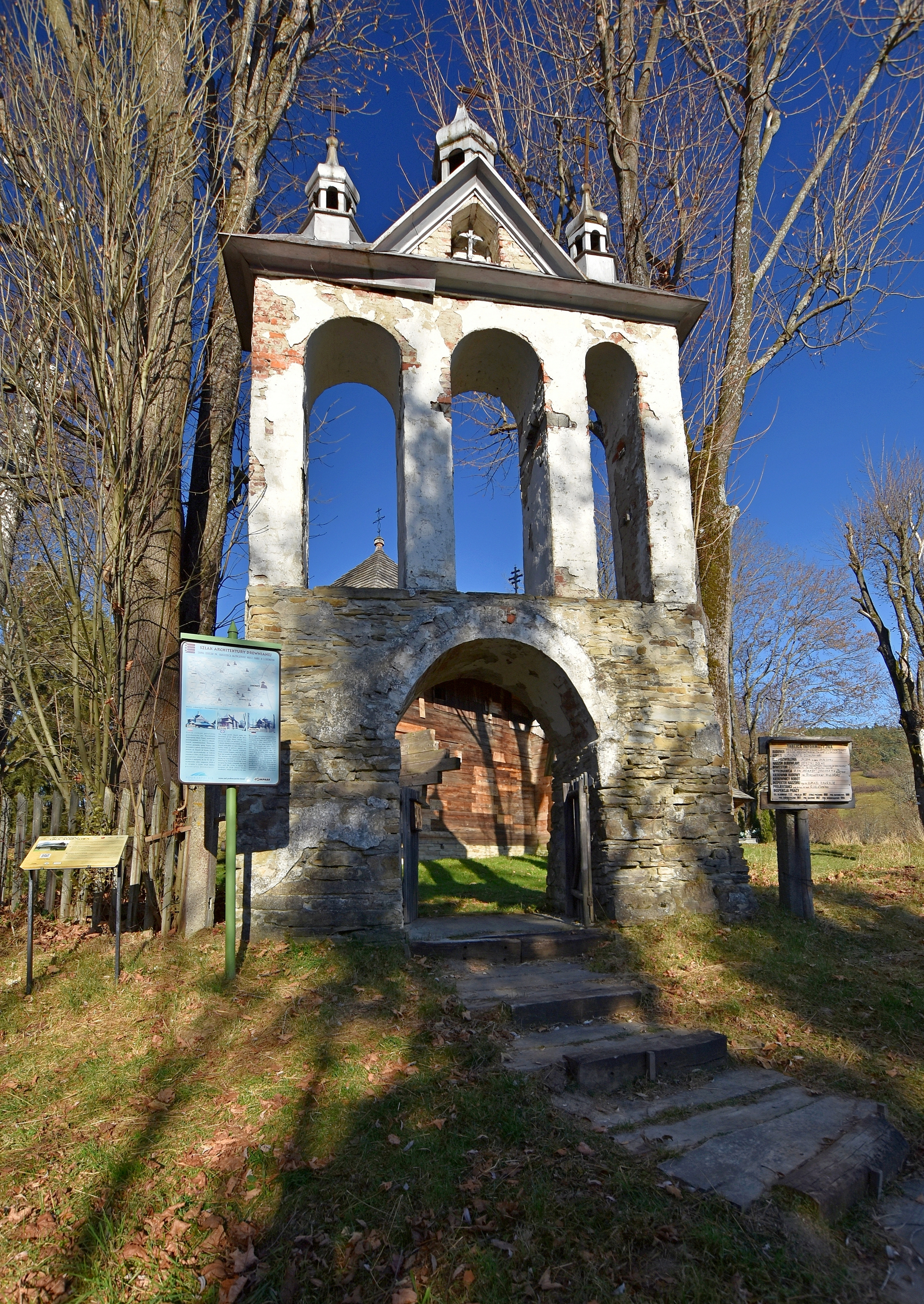
Dzwonnica przy cerkwi

We wsi znajduje się dawna cerkiew parafialna, greckokatolicka pw. Narodzenia NMP, wzniesiona prawdopodobnie w 1832. Pierwotnie cerkiew posiadała górną kaplicę lub dzwonnicę z galerią nad babińcem oraz podcień na słupach od frontu. Obiekt znacznie przekształcono w trakcie remontu w 1929. Po II wojnie światowej cerkiew początkowo służyła emigrantom greckim, a następnie do lat 70. XX wieku, użytkowana jako magazyn PGR-u, w związku z czym uległa dewastacji.